# Кутузовка (Омская область)
Куту́зовка — село в Шербакульском районе Омской области России. Административный центр Кутузовского сельского поселения.

## История
Основано село Кутузовка в 1909 году. В 1928 г. состояло из 110 хозяйств, основное население — мордва. Центр Кутузовского сельсовета Борисовского района Омского округа Сибирского края.
В соответствии с Законом Омской области от 30 июля 2004 года № 548-ОЗ «О границах и статусе муниципальных образований Омской области» село возглавило образованное муниципальное образование «Кутузовское сельское поселение».

## Население
| 2010 |
| ---- |
| 1292 |

Гендерный состав
По данным Всероссийской переписи населения 2010 года в гендерной структуре населения из 1292 человек мужчин — 627, женщин — 665 (48,5 и 51,5 % соответственно)
Национальный состав
В 1928 г. основное население — мордва
Согласно результатам переписи 2002 года, в национальной структуре населения русские составляли 64 % от общей численности населения в 1467 чел..

## Инфраструктура
Основой экономики села является сельское хозяйство (производство зерновых, выращивание крупного рогатого скота, заготовка силоса и сенажа). Село входит в сельский потребительский кооператив «Кутузовское» вместе с селом Дубровка.
В селе имеется дом культуры, в котором организованы кружки самодеятельности, хореографическая школа, 3 библиотеки, сельская общеобразовательная школа, профессиональное техническое училище № 17, летне-зимний стадион с футбольным полем, беговыми дорожками, хоккейной коробкой, легкоатлетическим комплексом и трибунами.